# Mandriva Linux
 (septembre 2022).
Si vous disposez d'ouvrages ou d'articles de référence ou si vous connaissez des sites web de qualité traitant du thème abordé ici, merci de compléter l'article en donnant les références utiles à sa vérifiabilité et en les liant à la section « Notes et références ».
 (septembre 2022).
La mise en forme du texte ne suit pas les recommandations de Wikipédia : il faut le « wikifier ».
Les points d'amélioration suivants sont les cas les plus fréquents. Le détail des points à revoir est peut-être précisé sur la page de discussion.
- Les titres sont pré-formatés par le logiciel. Ils ne sont ni en capitales, ni en gras.
- Le texte ne doit pas être écrit en capitales (les noms de famille non plus), ni en gras, ni en italique, ni en « petit »…
- Le gras n'est utilisé que pour surligner le titre de l'article dans l'introduction, une seule fois.
- L'italique est rarement utilisé : mots en langue étrangère, titres d'œuvres, noms de bateaux, etc.
- Les citations ne sont pas en italique mais en corps de texte normal. Elles sont entourées par des guillemets français : « et ».
- Les listes à puces sont à éviter, des paragraphes rédigés étant largement préférés. Les tableaux sont à réserver à la présentation de données structurées (résultats, etc.).
- Les appels de note de bas de page (petits chiffres en exposant, introduits par l'outil «  Source ») sont à placer entre la fin de phrase et le point final[comme ça].
- Les liens internes (vers d'autres articles de Wikipédia) sont à choisir avec parcimonie. Créez des liens vers des articles approfondissant le sujet. Les termes génériques sans rapport avec le sujet sont à éviter, ainsi que les répétitions de liens vers un même terme.
- Les liens externes sont à placer uniquement dans une section « Liens externes », à la fin de l'article. Ces liens sont à choisir avec parcimonie suivant les règles définies. Si un lien sert de source à l'article, son insertion dans le texte est à faire par les notes de bas de page.
- La présentation des références doit suivre les conventions bibliographiques. Il est recommandé d'utiliser les modèles {{Ouvrage}}, {{Chapitre}}, {{Article}}, {{Lien web}} et/ou {{Bibliographie}}. Le mode d'édition visuel peut mettre en forme automatiquement les références.
- Insérer une infobox (cadre d'informations à droite) n'est pas obligatoire pour parachever la mise en page.

Pour une aide détaillée, merci de consulter Aide:Wikification.
Si vous pensez que ces points ont été résolus, vous pouvez retirer ce bandeau et améliorer la mise en forme d'un autre article.
Mandriva Linux (anciennement Mandrakelinux) est un système d'exploitation développé par l'entreprise Mandriva de 1998 à 2012. Ciblant à la fois le grand public et les professionnels, cette distribution GNU/Linux est construite autour de l'environnement graphique KDE.
Mandriva ayant abandonné le projet, il est devenu entièrement communautaire, repris par l'association OpenMandriva pour devenir OpenMandriva Lx.

## Présentation
Mandriva Linux se veut comme étant l'une des distributions Linux les plus simples à installer et à utiliser. Proposant de nombreux assistants intuitifs, elle requiert peu de connaissances techniques particulières, notamment parce qu'elle comprend un grand nombre de logiciels déjà installés et intègre des codecs et des greffons souvent utilisés, comme Flash Player.
Comme la plupart des distributions GNU/Linux, elle offre des alternatives compatibles avec les logiciels les plus connus du marché, comme la suite bureautique OpenOffice.org (concurrent libre de Microsoft Office) ou GIMP (concurrent libre de Adobe Photoshop). La distribution propose ainsi plus de 20 000 paquets fournissant plusieurs milliers de logiciels qui permettent entre autres de lire des fichiers musicaux, regarder des vidéos, sauvegarder et visionner des photos.
Mandriva Linux se base sur l'environnement graphique KDE, qui possède une interface très personnalisable. Il est également possible d'y installer d'autres environnements graphiques, tels GNOME, Xfce ou encore LXDE, mais seule la version KDE est officiellement soutenue par Mandriva.
La plus grosse part de l'activité professionnelle de la société Mandriva tournait autour de sa distribution GNU/Linux. Cela se traduisait par des versions spécialisées du système d'exploitation, du support après-vente, du service de conseil, des formations ou d'autres contrats similaires.

### Le nom et le logo
Le dernier nom complet officiel de la distribution est Mandriva Linux.
À l'origine, le nom de la distribution était MandrakeLinux. Mandrake était un nom connu car repris de la bande dessinée Mandrake le Magicien. Un magicien, Leon Mandrake, bien réel lui, a également porté ce nom. Ce nom a été choisi par la distribution car, ayant pour vocation d'être facile à utiliser, il serait aussi facile de configurer son ordinateur qu'en recourant à la magie. Dès ses premières versions et à l'aide de ses assistants, MandrakeLinux permettait de configurer un ordinateur bien plus facilement que les autres distributions : la simplicité comme par magie.
En 2003, Mandrakesoft (ancien nom de l'entreprise) est contraint de modifier le nom de sa société pour Mandriva et celui de son produit phare, pour Mandriva Linux.
Mandriva est le nom dérivé de la fusion entre la société Mandrake et Conectiva, du nom de la distribution brésilienne rachetée par Mandrakesoft en 2005.
Quant au logo, il n'a pratiquement pas été modifié depuis le début. Il s'agit d'une étoile lumineuse, avec sur la pointe droite trois petites étincelles, et une courbe bleue en dessous. L'étoile exprime en elle-même la facilité offerte par Mandriva pour configurer et effectuer les tâches de tous les jours sur son ordinateur, aussi simplement que par la magie, elle aussi évoquée dans cette étoile.

### Histoire de la distribution
Le créateur de Mandrakelinux est Gaël Duval, futur cofondateur et ex-employé de Mandriva. La distribution est basée sur Red Hat 5.1, et c'est pourquoi la première version porte le numéro 5.1. Elle est publiée en juillet 1998,. C'était une version de Linux pour serveur et station de travail conçue pour être simple à utiliser. À l'époque, RedHat refusait de permettre l'installation par défaut de KDE. La MandrakeLinux 5.1 comblait, entre autres, ce manque.
Fin 1998, la société française Mandrakesoft S.A est créée pour soutenir le développement de la distribution Linux Mandrakelinux. En 2003, après un procès de Hearst Holdings et King Features Syndicate Inc, détenteurs de la licence « Mandrake le Magicien » et qui n'apprécient pas l'utilisation de leur image par la société, Mandrakesoft (ancien nom de l'entreprise) est contraint de modifier le nom de sa société pour Mandriva et celui de son produit phare. En 2005, la société et le produit sont rebaptisés Mandriva et Mandriva Linux, mettant par là-même un terme au conflit en cours avec Hearst Holdings et King Feature Syndicate Inc..
Elle existe en deux éditions : une version gratuite, la One, et une édition payante qui propose plus de logiciels propriétaires par défaut et un support par Mandriva : la Powerpack.
Une troisième édition qui était entièrement composée de logiciels libres, la Free, a existé jusqu'à l'édition 2010.
La distribution gère complètement ou partiellement de nombreuses langues (73 langues en 2004) et fut l'une des premières à présenter une interface d'installation graphique basée sur le langage Perl et GTK entièrement internationalisée, ce qui explique son succès, en Russie notamment.
À la suite du licenciement économique d'une partie du personnel de la société Mandriva, la distribution est forkée par ces mêmes anciens employés sous le nom de Mageia en septembre 2010. Mandriva SA a annoncé son intention de soutenir Mageia ainsi que l'association OpenMandriva qu'elle sponsorise et dont elle est membre fondateur .
La société a été placée en liquidation judiciaire en 2015, mais OpenMandriva et Mageia continuent.

### Modes de numération successifs
La distribution Mandriva Linux est dérivée de Red Hat, dont elle reprend le format de paquetages RPM ; ce format facilite l'installation de nouvelles applications. C'est pourquoi la première version de Mandrake ne s'appelle pas 1.0 ni même 0.x, mais 5.1 : comme la version Red Hat dont elle hérite.
Par la suite, Mandriva adopta plusieurs modes de numération différents :
- de la version 5.1 à la version 9.2 :
  - un numéro sous la forme x.y, y valant en général de 0 à 2 ;
  - un nom de distribution, selon la pratique consacrée par d'autres distributions (comme Red Hat ou Debian) ;
  - exemples : Mandrake 5.1 Venice, Mandrake 9.2 Fivestar ;
- de la version 10.0 à la version 10.2 :
  - un numéro de la forme 10.y ;
  - un indicatif de stabilité : Community pour la version en cours de test, Official pour la version stable ;
  - exemples : Mandrakelinux 10.0 Community, Mandrake 10.1 Official ;
- pour les versions suivantes :
  - un nombre correspondant à l'année : 2006, 2007, 2008, 2009…
  - exemples : Mandriva Limited Edition 2005, Mandriva 2006.

La version 10.2 de la distribution s'appelle également Mandriva Linux Limited Edition 2005, et sert ainsi de transition entre les deux derniers modes de numération.

## Médias sources et dépôts de logiciels
Mandriva Linux utilisait un système de médias pour récupérer les logiciels. Les médias sources sont des liens vers des serveurs (les dépôts) où sont stockés les paquetages pouvant être récupérés et installés. Il existe plusieurs médias sources, divisés en quatre catégories, libres ou non libres, et supportées ou non supportées :
|                           | Libre   | Non libre  |
| Supporté par Mandriva     | main    | restricted |
| Non supporté par Mandriva | contrib | non-free   |

- main : le média principal de Mandriva Linux, regroupant tous les paquetages de base du système (Centre de contrôle, GNOME, KDE, etc.) et supporté par Mandriva ;
- contrib : un important média de Mandriva Linux contenant de très nombreux logiciels libres conçus par des projets individuels ou communautaires sans lien ou intervention particulière de la part de Mandriva, ne pouvant donc pas profiter du support officiel ;
- non-free : un important média contenant tous les paquetages et logiciels n'étant pas sous une licence libre. Beaucoup d'entre eux sont des logiciels propriétaires (pilotes NVIDIA, ATI, etc.). Ce média est désactivé par défaut dans l'édition libre Mandriva Free ;
- backports : un média contenant la version la plus récente des logiciels contenus dans le média désigné, mais n'étant pas aussi bien testés que les logiciels présents dans les médias standards. Il est toujours désactivé par défaut car ces logiciels disposent des toutes dernières fonctionnalités, mais ne sont pas forcément stables. Ce dépôt ne peut garantir la stabilité complète du système ;
- testing : un type de média de test qui ne devrait être activé que par des personnes averties désirant tester les logiciels dernièrement sortis, mais avec seulement très peu de tests. Les bogues et anomalies peuvent être fréquents dans les logiciels contenus dans ce média ;
- restricted : ce média n'est présent que dans l'édition Powerpack. Il regroupe tous les logiciels payants et propriétaires, qui sont accessibles uniquement dans l'édition payante de Mandriva ;
- debug : ce média est très récent. C'est un média spécial permettant entre autres d'installer des paquets spéciaux pouvant servir à mieux analyser des problèmes trouvés dans la distribution.

Il existe plusieurs types de médias : local, FTP, HTTP et liste de miroirs.
- Les médias locaux iront chercher les logiciels à installer sur le DVD de Mandriva Linux. Il y en a quatre, un pour chaque type (main, contrib, non-free et éventuellement restricted).
- Les médias FTP iront chercher les logiciels et les mises à jour directement dans le dépôt correspondant, le dépôt étant en fait un serveur FTP où sont entreposés les paquets des logiciels.
- Les médias HTTP sont équivalents aux médias FTP, mais utilisant le protocole HTTP, moins rapide pour le téléchargement de fichiers.
- Les médias de type « Liste de miroirs » contactent le serveur qui leur est indiqué, et sélectionnent le meilleur miroir (serveur) pour télécharger les paquets logiciels.

Des médias PLF (Penguin Liberation Front) existent pour Mandriva. Ces médias contiennent des logiciels et composants légaux en France, mais pouvant être litigieux dans d'autres pays. Ils contiennent entre autres des codecs Apple et Microsoft ne pouvant être inclus d'office dans Mandriva. Les adresses des serveurs où se trouvent ces médias peuvent être trouvées grâce au site URPMI. Par exemple en France : miroir PLF chez Free.
La configuration des médias sous Mandriva Linux se fait dans le Centre de Contrôle Mandriva ou via le Gestionnaire de logiciels.

## Se procurer Mandriva Linux
Il existait deux façons de se procurer Mandriva Linux : par téléchargement ou en l’achetant.

### Téléchargement
On pouvait télécharger Mandriva Linux gratuitement et en toute légalité avec des logiciels de pair à pair ; étant sous licence GPL, cette distribution pouvait être copiée, modifiée et redistribuée à volonté.
On pouvait également la télécharger depuis des sites FTP, dont les adresses sont disponibles sur le site de Mandriva. En France, Free mettait à disposition gratuitement cette distribution sur un serveur FTP public en ftp://ftp.proxad.net/mirrors/.
La distribution Mandriva Linux se présentait sous la forme d'un Live DVD installable, disponible en deux versions (32 bits et 64 bits).

### Achat
Bien que cette distribution était accessible gratuitement au téléchargement, il était également possible de l'acheter.
La version commerciale (Powerpack) offrait, en plus du contenu de la version libre gratuitement téléchargeable :
- Un support DVD, avec une notice papier d'installation et de familiarisation à Mandriva Linux (version PDF pour la version téléchargée).
- Une assistance technique professionnelle sur le site de support Mandriva Expert (pour un incident) pendant 3 mois.
- Des pilotes et logiciels propriétaires (pilotes propriétaires de cartes graphiques ATI/NVIDIA, logiciels Adobe Reader, RealPlayer, Skype, Cedega, etc.) disponibles sur les supports DVD ainsi qu'en téléchargement. Les composants matériels propriétaires sont automatiquement reconnus.
- Une participation au financement de projets libres, comme KDE ou le noyau Linux, etc.

## Matériel supporté
La distribution Mandriva Linux supportait les architectures les plus communes :
- Processeurs supportés :
  - x86 (Intel, AMD)
  - 64 bits (IA-64, AMD64)
  - SPARC (jusqu'à la version 7.1)
- Supports utilisés par Mandriva :
  - Disques durs
  - Live DVD (Mandriva One)

## Historique des versions

### Versions principales de Mandriva
Ci-dessous se trouvent une liste et des informations sur les systèmes d'exploitation développés par Mandriva.
Depuis Mandrakelinux 9.1, Mandriva assure le support de l'ensemble de ses paquets pendant 18 mois. En fonction des paquets, ils sont maintenus pendant 12 mois s'il s'agit de navigateurs Web, logiciels livrés avec l'environnement de bureau, etc. et sont maintenus pendant 18 mois pour tout ce qui concerne la base du système comme le noyau ou les composants Apache par exemple.
De plus, certaines distributions (non « Spring ») bénéficient de 18 mois supplémentaires.
Vous pouvez cliquer sur le nom d'une distribution pour obtenir une description complète et détaillée de la version.

### Distributions alternatives Mandriva
| Date          | Nom          | Version | Commentaire |
| ------------- | ------------ | ------- | --- |
| décembre 2003 | Move         | 1.0     | distribution live |
| août 2004     | Globetrotter |         | système Linux complet sur un disque dur portable |
| octobre 2004  | Move         | 2.0     | distribution live |
| juin 2005     | MNF          | 2.0     | distribution firewall |
| décembre 2006 | Flash        | 2007    | Mandriva 2007 sur une clé USB bootable |
| décembre 2007 | Flash        | 2008    | Mandriva 2008 sur une clé USB bootable |
| été 2008      | Flash        | 2008.1  | Sortie de Mandriva 2008 Spring pour la clé USB Flash. Mise en ligne d'une nouvelle clé de 8GO embarquant la version la plus récente et possibilité de mettre à jour gratuitement sa clé déjà acquise. |
| Novembre 2009 | InstantON    | 2010.0  | Sortie de Mandriva InstantON. Distribution payante (10 €) optimisée pour les netbooks (eeepc) qui permet de lancer un système fonctionnel en 10 s                                                     |

## Spécificités

### Intégration et préconfiguration des logiciels
Le bureau KDE ainsi que chaque logiciel par défaut sont configurés pour fonctionner les uns avec les autres et avoir une apparence la plus homogène possible (look and feel).

### Cycle de publication
À l'époque de Mandrakelinux, une nouvelle version stable était publiée tous les six à huit mois. Après la fusion avec Conectiva, Mandriva a adopté un cycle de sortie annuelle qui débuta avec la Mandriva Linux 2006. Les objectifs étaient notamment :
- donner plus de temps au développement de nouvelles fonctionnalités
- rallonger la durée de support (une seule version par an à maintenir au lieu de deux)
- se rapprocher du monde de l'entreprise, qui préfère des logiciels plus stables (et donc plus anciens, car testés plus longtemps)

La contrepartie à l'espacement des sorties est un retard plus prononcé sur les nouveautés logicielles.
Le cycle long a aussi eu pour effet de perdre en médiatisation, ce qui l'a assez pénalisée[réf. nécessaire]. Depuis la Mandriva Linux 2007, un retour au cycle court de 6 mois est effectif.

### La gestion des paquetages

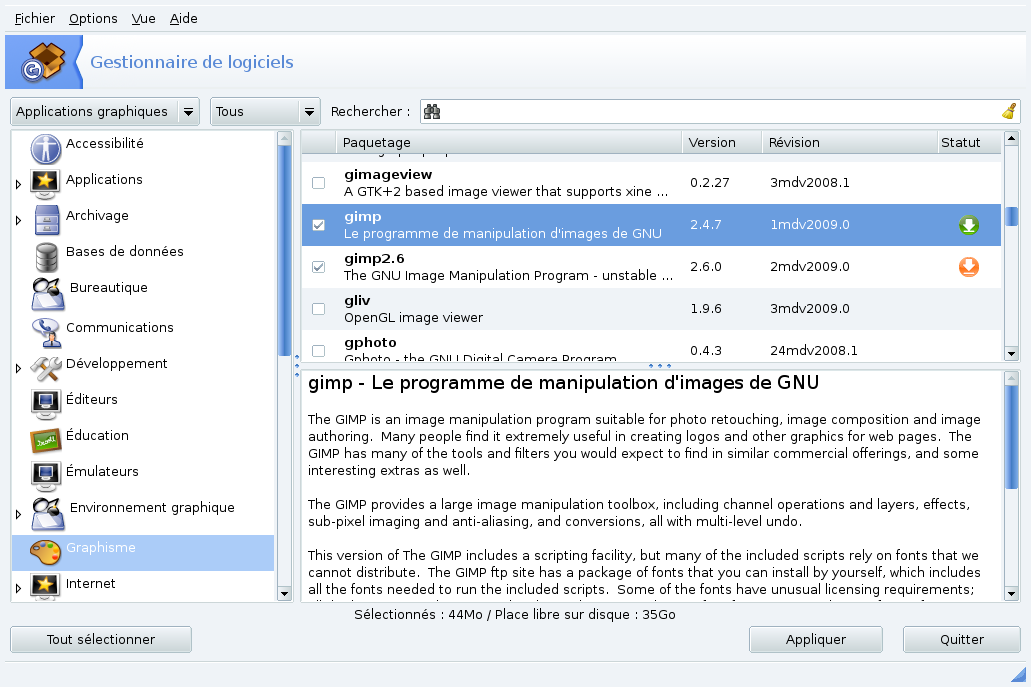
Le gestionnaire de logiciels de Mandriva.

La gestion des paquetages est assurée par le gestionnaire RPM créé par Red Hat et utilisé également par SuSE et Fedora.
Mandriva Linux comporte un utilitaire de gestion des dépendances et de téléchargement de paquetages nommé urpmi. C'est un ensemble d'outils en ligne de commande à l'image de l'outil APT de Debian et YUM de YellowDog (également utilisé dans Fedora).
Les commandes sont les suivantes :
- urpmi, pour installer et paramétrer (i pour install) ;
- urpme, pour désinstaller (e pour erase) ;
- urpmq et urpmf, pour faire des recherches (q pour query, f pour find).

La commande urpm se distingue par la possibilité de faire des déploiements en parallèle.
L'utilisateur a par ailleurs possibilité d'utiliser un gestionnaire de logiciels via une interface graphique, dénommé rpmdrake. Gurpmi est un outil permettant d'installer en un clic un paquetage trouvé sur internet par exemple, via une interface graphique également.

### Les versions grand public
Toutes ces versions peuvent cohabiter avec un autre système d'exploitation, quel qu'il soit, sur le même disque dur grâce à Lilo à l'origine, à Grub depuis la version 2007 spring installé systématiquement avec Mandriva comme avec la plupart des distributions Linux.
- Mandriva One : C'est un Live DVD qui permet d'utiliser Mandriva Linux sur n'importe quel ordinateur à partir d'un simple DVD bootable. Une clé USB peut alors être utilisée pour stocker des données personnelles, les autres paramètres et données n'étant pas conservés après redémarrage. Il est également possible de l'utiliser pour installer la distribution sur le disque dur, l'aspect Live DVD permettant dans ce cas de tester la compatibilité du matériel avant l'installation.
- Mandriva Powerpack : La version en boîte (Powerpack) est payante et fournie avec des manuels imprimés, pour aider les utilisateurs à découvrir le système. Elle inclut également le droit à des services, comme de l'assistance technique. La distribution en elle-même intègre des logiciels propriétaires. Parmi eux, des pilotes de cartes graphiques (ATI, NVIDIA), et des plugins et logiciels divers (Adobe Reader, Flash Player), pour un plus grand support matériel et logiciel. D'autres logiciels commerciaux tels que des programmes de lecture de DVD ou un media center sont inclus pour étendre les possibilités offertes jusqu'alors.

Des produits plus orientés vers les professionnels sont également disponibles, dont une solution de calcul intensif en « grappe » (cluster), une solution d'infrastructure VPN et de sécurité pour le monde de l'entreprise, et une solution pour le monde de l'éducation.

### Autres versions
- Mandriva Cooker (littéralement : cocotte-minute) : C'est la version en développement permanent, qui sert à produire la future version finale pour l'année suivante.
- Mandriva Linux Mini : C'est une Mandriva Linux minimaliste en un CD, les paquets supplémentaires étant téléchargeables et installables depuis Internet.
- Draklive : C'est un utilitaire en ligne de commande qui permet de construire une distribution live d'après un fichier de configuration, créer l'image principale et éventuellement de l'installer sur un périphérique. Il est le successeur de la Mandriva Move.

#### Version de développement «Cooker»
Cette version gratuite a la particularité de n'exister que sous la forme d'un arbre d'installation : il n'existe pas de CD ni de version ISO, tous les paquets sont disponibles sur les serveurs.
Cette version est la plus à jour de la distribution, car c'est la branche de développement, elle est donc considérée comme instable. C'est pourquoi elle est principalement réservée et ne doit intéresser que développeurs et testeurs qui veulent tester les dernières nouveautés, afin de faire remonter d'éventuels problèmes. Elle est relativement stable durant certaines périodes de l'année, juste avant la sortie d'une nouvelle version de la distribution. Elle évolue beaucoup et peut causer des problèmes dus à cette forte instabilité. C'est pourquoi elle est très déconseillée aux débutants et à tout usage dans un environnement de production ou pour tout utilisateur final.
Le processus de développement des différentes versions de la distribution est simple. Cooker est une version en constante évolution (il s'agit d'une Rolling release). Lorsqu'un calendrier et des spécifications techniques sont mis en place pour une prochaine version, les développeurs vont intégrer les dernières versions stables des logiciels et composants à Cooker, et faire en sorte au fur et à mesure qu'ils fonctionnent tous correctement. Il s'agit de stabiliser Cooker tout en ayant les dernières versions disponibles des logiciels, ce qui implique donc de faire beaucoup de tests.
À certaines dates précises prévues dans le calendrier, des images CD et DVD sont créées à partir du système et des logiciels présents dans Cooker à cette date, et sont fournies à tous ceux qui souhaitent tester la version en cours de développement. Ces images sont alors sorties en tant que versions Alpha, Bêta, puis Release Candidate, allant du moins stable au plus stable et plus proche de la version finale.
Lorsque la date de la sortie finale est atteinte, Cooker est « gelée » jusqu'à nouvel ordre. Tout le système et les logiciels présents dans Cooker sont alors compressés dans des images CD et DVD pour être testés en interne, puis commence alors la phase de pression des CD et DVD de la dernière version de Mandriva, prête pour le public.

### Anciennes versions
- Mandriva Free : il s'agissait d'une version 100 % open source ne contenant aucun composant ou logiciel propriétaire. Il était souvent nécessaire de récupérer soi-même des paquetages propriétaires, par exemple pour faire fonctionner le wifi.
- Mandriva Flash : c'était une clé USB sur laquelle on démarrait le système à la façon d'un LiveCD et qui conserve les paramètres enregistrés par l'utilisateur. Elle était de ce fait un système d'exploitation portable utilisable sur n'importe quel ordinateur.
- Mandriva Move : c'est un produit qui n'est plus supporté, dont la technologie est périmée. Il a été remplacé par la Mandriva Flash et par Draklive. Ce fut un LiveCD minimaliste et permettant par ailleurs la création d'une version personnelle minimale de Mandriva pouvant être démarrée depuis une clé USB standard[15]. On peut ainsi porter sur soi son système d'exploitation personnel dans une clé USB et utiliser n'importe quel ordinateur prêté ou emprunté (sans aucune écriture sur le disque dur de l'ordinateur)
- XfceLive : il s'agit d'une version communautaire de Mandriva Linux. C'est un LiveCD basé sur l'environnement Xfce.

### Versions professionnelles
Les versions « Entreprise » sont, bien qu'elles soient Open Source, payantes et bénéficient d'un support spécial de Mandriva. La plupart permettent une interopérabilité entre les plates-formes Linux, Windows et Mac.
- Corporate Desktop : distribution pour station de travail ou machine de bureau adapté aux environnements de production.
- Enterprise Server : distribution à orientation professionnelle pour la mise en place et le déploiement de serveurs.
- Mandriva Directory Server : c'est un annuaire LDAP qui permet aux entreprises de gérer leurs employés, leurs accès permis, leurs clients. MDS est disponible dans MES ou gratuitement dans les sources de la distribution de base.
- Pulse 2.0 : un puissant système de gestion de parc informatique, peut être disponible gratuitement sous une source spécifique.
- Linbox Rescue Server : un outil puissant qui permet de garantir la sécurité des données d'un parc et d'en faire des sauvegardes.
- CLIC : distribution pour cluster de calcul.
- Multi Network Firewall : distribution pour infrastructure réseau sécurisée.

## La série des Drakxtools
Mandriva Linux possède ses propres outils de configuration : les drakxtools. Il suffit de taper les commandes suivantes en tant qu'utilisateur root
| commande      | rôle                                                    | fichier /etc correspondant |
| ------------- | ------------------------------------------------------- | -------------------------- |
| drakusers     | gestion des utilisateurs                                | /etc/password              |
| drakdisk      | gestion des disques et partitions                       | /etc/fstab                 |
| drakx11       | gestion du serveur graphique xorg                       | /etc/X11/xorg.conf         |
| drakxservices | gestions des services activés au démarrage              | /etc/init.d/               |
| drakmouse     | gestion de la souris                                    | /etc/X11/xorg.conf         |
| drakrpm       | gestion de l'installation/désinstallation de paquetages |                            |
| drakconnect   | gestion des connexions réseau                           | ?                          |
| drakvpn       | vpns                                                    | ?                          |

Remarques :
- la commande drakconf, ou mcc (Mandriva Control Center) regroupe cet ensemble sur une seule interface graphique pour ceux qui préfèrent éviter la ligne de commande
- drakconf fonctionne aussi en mode texte, en mode Ncurses. Mais seuls les outils d'urgence sont disponibles sans serveur graphique.

## Distributions basées sur Mandriva Linux
- AbulÉdu (premières versions) : distribution pour les écoles
- Annvix (en)
- APODIO (jusqu'en version 4)[16],[17]
- Caixa Mágica
- Castle Linux : distribution Linux créée en Russie avec un accent sur la sécurité.
- EduLinux : distribution Linux québécoise offrant plusieurs logiciels du milieu de l'éducation.
- édutice : distribution Linux permettant de gérer et sécuriser un parc d'ordinateur.
- Mageia : principal fork de Mandriva Linux, ayant recueilli la plupart de ses anciens utilisateurs
- MCNLive (pl)
- OpenMandriva Lx : continuation officielle de Mandriva Linux, prenant comme base la Mandriva Linux 2011.0
- PCLinuxOS : distribution LiveCD
- Rosa Linux
- Turkix (en)
- Unity Linux (en)